# Народні збори Болгарії
Народні збори Болгарії — верховний орган державної влади в Республіці Болгарії, який висловлює волю болгарського народу та представляє його суверенітет. Керує законодавчою владою. Складається з 240 депутатів, обраних на загальних та рівних засадах на таємному голосуванні на термін 4 роки. Прохідний бар'єр становить 4 %. У разі війни, воєнного чи іншого надзвичайного стану, мандат Народних зборів продовжується до завершення цих обставин.
Повноваження Народних зборів визначаються третьою главою Конституції Республіки Болгарія (ст. 62 до ст. 91). Відповідність законів та інших актів Народних зборів конституції визначається Конституційним судом Республіки Болгарії.
Президент Болгарії має право вето на рішення Народних зборів і вони вважаються чинними тільки після його підпису. Однак, президент має право відхиляти будь-яке рішення парламенту не більше, ніж тричі. Якщо Народні збори приймають одне й те саме рішення вчетверте поспіль, воно вважається чинним, незважаючи на думку президента.
Депутати обираються за пропорційною виборчою системою в 31-му виборчому окрузі.

## Великі народні збори Болгарії
Великі народні збори Болгарії — представницький орган державної влади Республіки Болгарії, який скликається для вирішення особливо важливих державних та суспільних справ. Такими є: обговорення та затвердження нової конституції; зміни в території країни; зміни державного устрою та інші. Великі народні збори складаються з 400 депутатів, 200 з яких обираються за мажоритарним, а 200 за пропорційним принципом. Великі народні збори розпускаються одразу після вирішення питань, для яких ці Збори було скликано.
Президент Болгарії не має права вето на рішення Великих народних зборів.

## 42-і Народні збори
42-і Народні збори Болгарії здійснювали законодавчу владу в країні з 21 травня 2013 до 6 серпня 2014. Парламентські вибори проводились 12 травня 2013 року. Голова — Михайло Міков (Коаліція за Болгарію).

## Парламенти в Болгарії
| Парламент                 | Мандат     | Мандат     | Кількість депутатів | Голова |
| ------------------------- | ---------- | ---------- | ------------------- | --- |
| Парламент                 | з          | до         | Кількість депутатів | Голова |
| Установчі збори           | 10.02.1879 | 16.04.1879 | 231                 | Антім I |
| 1 Великі народні збори    | 17.04.1879 | 26.06.1879 | 231                 | Антім I |
| 1 Звичайні народні збори  | 21.10.1879 | 24.11.1879 | 158                 | Петко Каравелов |
| 2 Звичайні народні збори  | 23.03.1880 | 18.12.1880 | 172                 | Петко Каравелов (23.03.1880-26.03.1880) Петко Славейков (26.03.1880-28.11.1880) Нікола Сукнаров (29.11.1880-18.12.1880)                                                    |
| 2 Великі народні збори    | 01.07.1881 | 01.07.1881 | 307                 | Тодор Ікономов |
| 3 Звичайні народні збори  | 10.12.1882 | 25.12.1883 | 47                  | Симеон, Варненсько-Преславський митрополит (11.12.1882-08.09.1883) Димитр Греков (09.09.1883-25.12.1883)                                                                   |
| 4 Звичайні народні збори  | 27.06.1884 | 06.09.1886 | 195/286             | Петко Каравелов(27.06.1884-30.06.1884) Стефан Стамболов (30.06.1884-26.08.1886) Георги Живков (01.09.1886-06.09.1886)                                                      |
| 3 Великі народні збори    | 19.10.1886 | 03.08.1887 | 493                 | Георгі Живков (19.10.1886-01.11.1886) Димитр Тончев (22.06.1887-03.08.1887)                                                                                                |
| 5 Звичайні народні збори  | 15.10.1887 | 17.12.1889 | 285                 | Димитр Тончев (15.10.1887-12.12.1888) Захарій Стоянов (13.12.1888-06.09.1889) Панайот Славков (22.10.1889-17.12.1889)                                                      |
| 6 Звичайні народні збори  | 15.10.1890 | 15.12.1892 | 276                 | Панайот Славков (15.10.1890-12.12.1892) Димитр Петков (14.12.1892-15.12.1892)                                                                                              |
| 4 Великі народні збори    | 03.05.1893 | 17.05.1893 | 577                 | Димитр Петков |
| 7 Звичайні народні збори  | 15.10.1893 | 21.12.1893 | 145                 | Димитр Петков (15.10.1893-19.11.1893) Георгі Живков (20.11.1893-01.08.1894)                                                                                                |
| 8 Звичайні народні збори  | 15.10.1894 | 04.02.1896 | 149                 | Теодор Теодоров |
| 9 Звичайні народні збори  | 01.12.1896 | 19.12.1898 | 159                 | д-р Георгі Янколов |
| 10 Звичайні народні збори | 16.05.1899 | 29.11.1900 | 169                 | д-р Димитр Вачов (16.05.1899-01.10.1899) Жечо Бакалов (18.10.1899-29.11.1900)                                                                                              |
| 11 Звичайні народні збори | 22.02.1901 | 23.12.1901 | 166                 | Іван Гешов (22.02.1901-25.10.1901) Марко Балабанов (25.10.1901-23.12.1901)                                                                                                 |
| 12 Звичайні народні збори | 22.04.1902 | 31.03.1903 | 188                 | Драґан Цанков |
| 13 Звичайні народні збори | 02.11.1903 | 22.12.1907 | 189                 | д-р Петир Стайков (02.11.1903-30.01.1904) д-р Тодор Гатев (20.10.1904-15.10.1905) д-р Петир Гудев (17.10.1905-02.03.1907) Добри Петков (05.03.1907-18.04.1908)             |
| 14 Звичайні народні збори | 15.06.1908 | 15.02.1911 | 203                 | Христо Славейков (15.06.1908-15.09.1910) д-р Петир Ораховац (15.10.1910-15.02.1911)                                                                                        |
| 5 Великі народні збори    | 09.06.1911 | 09.07.1911 | 414                 | д-р Стоян Данев |
| 15 Звичайні народні збори | 15.10.1911 | 23.07.1913 | 213                 | д-р Стоян Данев (15.10.1911-01.06.1913) Іван Гешов (26.06.1913-23.07.1913)                                                                                                 |
| 16 Звичайні народні збори | 19.12.1913 | 31.12.1913 | 204                 | д-р Димитр Вачов |
| 17 Звичайні народні збори | 20.03.1914 | 15.04.1919 | 257                 | д-р Димитр Вачов |
| 18 Звичайні народні збори | 02.10.1919 | 20.02.1920 | 237                 | Найчо Цанов |
| 19 Звичайні народні збори | 15.04.1920 | 11.03.1923 | 232                 | Олександр Ботев (15.04.1920-24.06.1921) Недялко Атанасов (04.11.1921-11.03.1923)                                                                                           |
| 20 Звичайні народні збори | 21.05.1923 | 11.06.1923 | 245                 | Олександр Ботев |
| 21 Звичайні народні збори | 09.12.1923 | 15.04.1927 | 267                 | д-р Тодор Кулєв (09.12.1923-04.01.1926) Олександр Цанков (05.01.1926-15.04.1927)                                                                                           |
| 22 Звичайні народні збори | 19.06.1927 | 18.04.1931 | 275                 | Олександр Цанков (19.06.1927-15.05.1930) Нікола Найденов (21.05.1930-18.04.1931)                                                                                           |
| 23 Звичайні народні збори | 20.08.1931 | 19.05.1934 | 283                 | Стефан Стефанов (20.08.1931-12.10.1931) Олександр Малінов (15.10.1931-18.05.1934)                                                                                          |
| 24 Звичайні народні збори | 22.05.1938 | 27.04.1939 | 160                 | Стойчо Мошанов |
| 25 Звичайні народні збори | 24.02.1940 | 23.08.1944 | 160                 | Нікола Логофєтов (24.02.1940-16.05.1941) Христо Калфов (16.05.1941-23.08.1944)                                                                                             |
| 26 Звичайні народні збори | 15.12.1945 | 28.09.1946 | 279                 | Васіл Коларов |
| 6 Великі народні збори    | 07.11.1946 | 21.10.1949 | 465 (375)           | Васіл Коларов Бюро: Райко Дамянов Президія: д-р Мінчо Нейчев |
| 1 (27) Народні збори      | 17.01.1950 | 02.11.1953 | 239                 | Бюро: Фердинанд Козовскі Президія: д-р Мінчо Нейчев (18.01.1950 −27.05.1950) Георгі Дамянов (27.05.1950-13.01.1954)                                                        |
| 2 (28) Народні збори      | 14.01.1954 | 11.12.1957 | 249                 | Бюро Фердинанд Козовскі Президія Георгі Дамянов |
| 3 (29) Народні збори      | 13.01.1958 | 04.11.1961 | 254                 | Бюро Фердинанд Козовскі Президія Георгі Дамянов (13.01.1958-27.11.1958) Димитр Ганєв (30.11.1958-14.03.1962)                                                               |
| 4 (30) Народні збори      | 15.03.1962 | 08.12.1965 | 321                 | Бюро Фердинанд Козовскі (15.03.1962-12.09.1965) Сава Гановскі (06.12.1965-08.12.1965) Президія Димитр Ганев (15.03.1962-20.04.1964) Георгі Трайков (23.04.1964-10.03.1966) |
| 5 (31) Народні збори      | 11.03.1966 | 18.05.1971 | 416                 | Бюро Сава Гановскі Президія Георгі Трайков (11.03.1966-06.07.1971) |
| 6 (32) Народні збори      | 07.07.1971 | 09.03.1976 | 400                 | Георгі Трайков (07.07.1971-27.04.1972) д-р Владимир Бонєв (27.04.1972-09.03.1976)                                                                                          |
| 7 (33) Народні збори      | 15.06.1976 | 07.04.1981 | 400                 | д-р Владимир Бонєв |
| 8 (34) Народні збори      | 16.06.1981 | 21.03.1986 | 400                 | Станко Тодоров |
| 9 (35) Народні збори      | 17.06.1986 | 03.04.1990 | 400                 | Станко Тодоров |
| 7 Великі народні збори    | 10.07.1990 | 02.10.1991 | 400                 | Ніколай Тодоров |
| 36 Народні збори          | 04.11.1991 | 17.10.1994 | 240                 | Стефан Савов (04.11.1991-24.09.1992) Олександр Йорданов (05.11.1992-17.10.1994)                                                                                            |
| 37 Народні збори          | 12.01.1995 | 13.02.1997 | 240                 | Благовест Сендов |
| 38 Народні збори          | 07.05.1997 | 19.04.2001 | 240                 | Йордан Соколов |
| 39 Народні збори          | 05.07.2001 | 17.06.2005 | 240                 | проф. Огнян Герджиков (05.07.2001 — 04.02.2005) Борислав Великов (23.02.2005-17.06.2005)                                                                                   |
| 40 Народні збори          | 11.07.2005 | 25.06.2009 | 240                 | Георгі Пірінскі |
| 41 Народні збори          | 14.07.2009 | 15.03.2013 | 240                 | Цецка Цачева |
| 42 Народні збори          | 21.05.2013 | 06.08.2014 | 240                 | Михайло Міков |
| 43 Народні збори          | 27.10.2014 | 27.01.2017 | 240                 | Цецка Цачева |
| 44 Народні збори          | 19.04.2017 | 25.03.2021 | 240                 | Димитр Главчев (19.04.2017 — 17.11.2017) Цвєта Караянчева (17.11.2017-25.03.2021)                                                                                          |
| 45 Народні збори          | 15.04.2021 | 12.05.2021 | 240                 | Іва Мітева |
| 46 Народні збори          | 21.07.2021 | 16.09.2021 | 240                 | Іва Мітева |
| 47 Народні збори          | 03.11.2021 | 29.07.2022 | 240                 | Нікола Мінчев (14.11.2021 — 16.06.2022) Мирослав Іванов (16.06.2022 — 29.07.2022)                                                                                          |